# Asociación Fonética Internacional
La Asociación Fonética Internacional (IPA por sus siglas en inglés) es una organización que promueve el estudio científico de la fonética y las diversas aplicaciones prácticas de esa ciencia. La mayor contribución del IPA a la fonética es el Alfabeto Fonético Internacional, que es un estándar notacional para la representación fonética de todos los idiomas. El acrónimo IPA es usado para referirse tanto a la asociación como al alfabeto.
La IPA también publica el Journal of the International Phonetic Association.

## Historia temprana
En 1886, en París, un pequeño grupo de profesores del lenguaje formaron una asociación para fomentar el uso de la notación fonética en escuelas para ayudar a que los niños adquieran pronunciaciones realistas de lenguajes extranjeros y también para ayudar en la enseñanza de la lectura a niños jóvenes. El grupo, liderado por Paul Passy, se llamó a sí mismo inicialmente Dhi Fonètik Tîtcerz' Asóciécon (la FTA). En enero de 1889, el nombre de la Asociación fue cambiado a L'Association Phonétique des Professeurs de Langues Vivantes (AP) y, en 1897, a L'Association Phonétique Internationale (API), que en español es la Asociación Fonética Internacional (AFI). El temprano auge de los miembros y la influencia de la IPA en los círculos de educación fue alrededor de 1914, cuando hubo 1751 miembros en 40 países. La Primera Guerra Mundial y su repercusión perturbaron gravemente las actividades de la Asociación, y el Journal no hizo publicaciones regulares hasta 1922.

## Desarrollo del Alfabeto
El objetivo inicial del grupo era crear un conjunto de símbolos fonéticos a los cuales podrían aplicar diferentes articulaciones, tales que cada lenguaje tendría un alfabeto particularmente adecuado para describir los sonidos del lenguaje. Finalmente se decidió que un alfabeto universal, con el mismo símbolo siendo usado para el mismo sonido en diferentes lenguajes era lo ideal, y el desarrollo del Alfabeto Fonético Internacional progresó de manera rápida hasta llegar al siglo XX. Desde entonces, ha habido varios conjuntos de cambios en el Alfabeto, con adiciones y supresiones que el progreso de la ciencia de la fonética ha indicado.

## Exámenes
La IPA también realiza exámenes en fonética desde 1908, otorgando Certificados de Competencia en la fonética del inglés, francés o alemán.